# Debrecen autóbuszvonal-hálózata

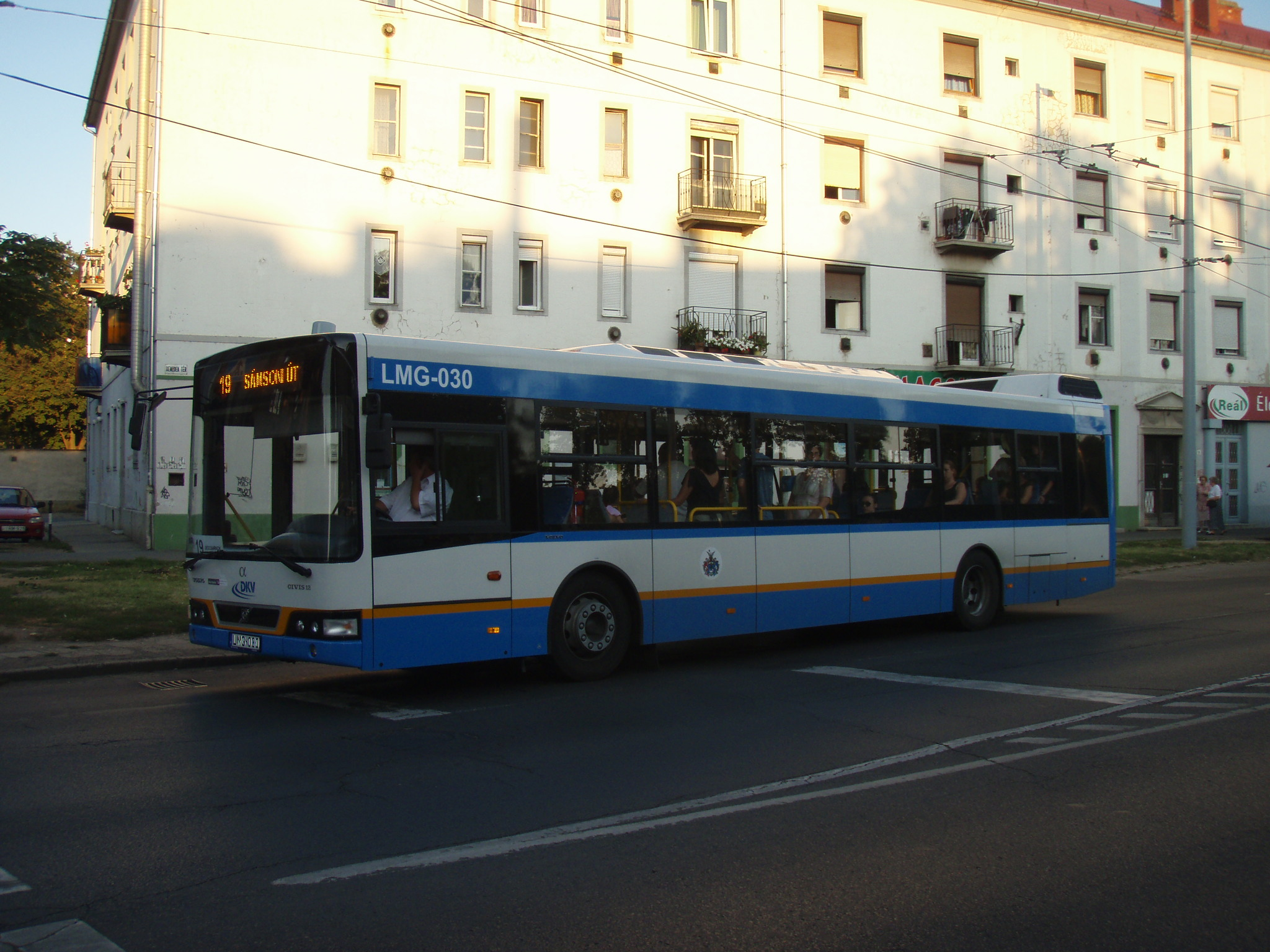
Alfa Cívis 12 szóló autóbusz

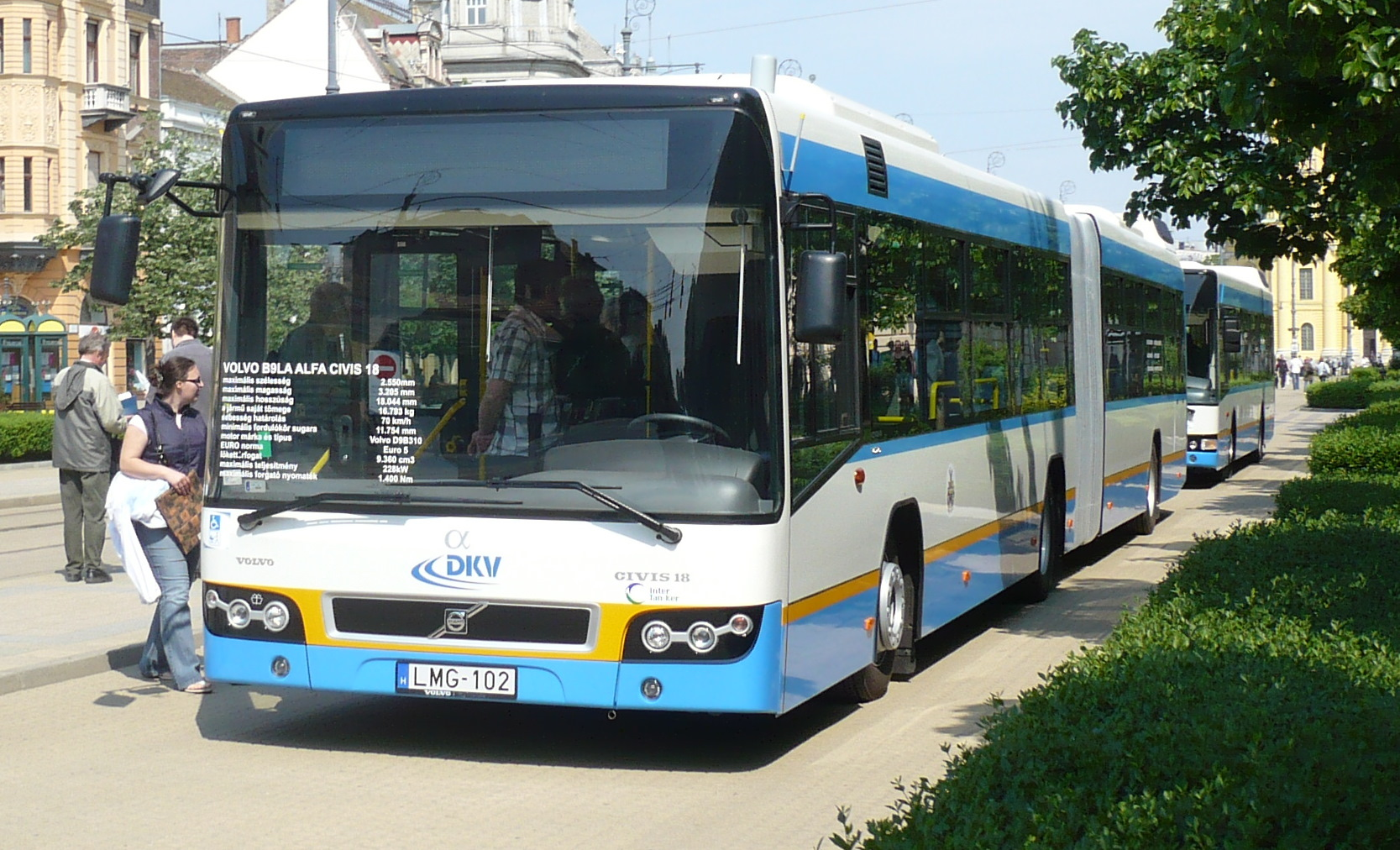
Alfa Cívis 18

Debrecenben az autóbuszvonal-hálózatát az önkormányzati tulajdonú DKV Debreceni Közlekedési Zrt. üzemelteti konzorciumban az Inter Tan-Ker Zrt.-vel.

## Története
A DKV és az Inter Tan-ker a szolgáltatás jogát 2009 júliusában vette át a Hajdú Volántól. A Cívisbusz Konzorcium pályázaton nyerte el Debrecen buszközlekedését, új buszokat ígért, illetve azt, hogy járműparkjának 100%-a alacsonypadlós, 50%-a légkondicionált lesz. Az Ikarus buszok már kiöregedtek, a Volánnak igen vegyes volt a járműparkja (Ikarus, MAZ, Solaris, ARC, Jelcz, MAN), a DKV konzorciumi partnere, az Inter Tan-Ker pedig új buszokat szerzett be a székesfehérvári Alfabusztól, az úgynevezett Cívisbuszokat, melyek alapját a Volvo 7700 és 7700A képzik. A DKV-nak 140 db busz áll a rendelkezésére, ebből 100 darab szóló, 40 darab csuklós. 2014-ben 15 darab Cívis 12-est adtak bérbe a BKK-nak. Azzal indokolták, hogy ennyi busszal lesz kevesebbre szükség a 2-es villamos elindulásával, azonban a villamospótlás időszakában lehet, hogy kapacitáshiány fog fellépni. Modern GPS-es utastájékoztató rendszer található rajtuk, amit a DKV a trolikon és a villamosokon is alkalmaz. A szolgáltatóváltás óta rengeteg kritika fogalmazódott meg az új közlekedési társasággal kapcsolatban a folyamatosan változó menetrend, az állandó műszaki hibák, a szóló buszok összeszerelési minősége és a kevés rendelkezésre álló jármű miatt. 2018 decemberében forgalomba állt a Debrecenben készülő Mercedes Reform 500LE prototípusa RFM-500 rendszámmal. 2019-ben kezdődött meg az elöregedő járműpark fokozatos cseréje. Június 1-én 5 darab Mercedes Conecto G típusú autóbusz állt forgalomba. A DKV közlése szerint a buszok javarészt az ITK Holding debreceni telephelyén készültek, de valójában Törökországban szerelték őket össze, Debrecenben csak a jegykezelő gépeket, a tachográfot, és egyéb elektronikai berendezéseket szereltek beléjük. A legfontosabb változás a Volvokhoz képest az volt, hogy az első kivételével az összes ajtót az utasoknak kell nyitni nyomógomb segítségével. Ezt a módszert Budapesten már több éve használják, Debrecenben kísérleti jelleggel vezették be. Az eddigi tapasztalatok azt mutatják, hogy ez a technológia Debrecenben nem tud hatékonyan működni, ezért a jövőben érkező buszok már hagyományos ajtóvezérléssel lesznek ellátva. A jelenlegi flotta cseréje 2022 januárjában kezdődik, 2024. októberétől pedig már csak új buszok fognak közlekedni.

## Járműpark[2]
| Eredeti darabszám | Jelenlegi darabszám | Darabszám 2022. január után | Típus                                            | Pályaszám               | Beszerzés éve | Állományból törlés | Megjegyzés |
| ----------------- | ------------------- | --------------------------- | ------------------------------------------------ | ----------------------- | ------------- | ------------------ | --- |
| 100               | 81                  | 47                          | Alfa Cívis 12 szólóbusz                          | 001-100                 | 2009          | 2023               | a 100 buszból a 2-es villamos elindulásakor 15, majd az ITK Reform forgalomba állásakor 1 busz a BKV-hoz került |
| 40                | 40                  | 40                          | Alfa Cívis 18 csuklós busz                       | 101-140                 | 2009          | forgalomban        | |
| 3                 | –                   | –                           | Enterprise Plasma midibusz                       | 839,841,842             | 2010          | 2012               | állományból kivonva                                                                                             |
| 6                 | –                   | –                           | Ikarus 280 csuklós busz                          | 165,245,261,542,764,999 | 2011          | 2011               | Hajdú Volántól bérelve                                                                                          |
| 1                 | –                   | –                           | Rába Premier 291 csuklós busz                    | 285                     | 2011          | 2011               | Hajdú Volántól bérelve                                                                                          |
| 1                 | 1                   | 31                          | ITK Reform 500LE szólóbusz                       | 500, 901-930            | 2018/2022     | forgalomban        | debreceni gyártású                                                                                              |
| 5                 | 5                   | 9                           | Mercedes-Benz Conecto G csuklós busz             | 051-055, 601-604        | 2019/2022     | forgalomban        | Törökországban készültek                                                                                        |
| 5                 | 5                   | 5                           | Volvo 7700A csuklós busz                         | 741-745                 | 2020          | forgalomban        | használtan beszerezve                                                                                           |
| 4                 | 4                   | 4                           | MAN Lion's City csuklós busz                     | 400, 402-404            | 2020          | forgalomban        | használtan beszerezve                                                                                           |
| 1                 | 1                   | 1                           | ITK Reform 501LE szólóbusz                       | 501                     | 2021          | forgalomban        | debreceni gyártású                                                                                              |
| 1                 | 1                   | 1                           | Mercedes-Benz Sprinter Intercity 516CDI midibusz | 203                     | 2021          | forgalomban        | különjárati célra használják                                                                                    |
| 1                 | 1                   | 1                           | Mercedes-Benz Sprinter City 516CDI midibusz      | 206                     | 2021          | forgalomban        | |

## Vonalak

### Alapjáratok
| Járatszám | Végállomások                                                | Menetidő               | Üzemidő     | Megjegyzés |
| --------- | ----------------------------------------------------------- | ---------------------- | ----------- | --- |
| 10        | Nagyállomás – Rugó utca                                     | 33 perc oda, 32 vissza | 05:20–22:30 | Gerincvonal |
| 10A       | Nagyállomás – Doberdó utca                                  | 27 perc oda, 27 vissza | 06:50–23:35 | Gerincvonal |
| 10Y       | Nagyállomás – TEVA Gyógyszergyár – Rugó utca                | 35 perc oda, 34 vissza | 05:05–22:02 | Gerincvonal |
| 11        | Segner tér – Borzán Gáspár utca                             | 35 perc oda, 38 vissza | 05:00–22:20 | |
| 12        | Vincellér utca – (Gyógyszergyár) – Auguszta                 | 29 perc oda, 24 vissza | 04:30–22:13 | |
| 13        | Segner tér – Pallag                                         | 22 perc oda, 22 vissza | 04:32–23:04 | |
| 14        | Nagyállomás – Rugó utca                                     | 21 perc oda, 24 vissza | 04:35–22:50 | |
| 14I       | Nagyállomás – Rugó utca                                     | 25 perc oda, 25 vissza | 04:35–22:50 | |
| 15        | Doberdó utca – Széna tér                                    | 39 perc oda, 36 vissza | 04:32–23:03 | |
| 15Y       | Doberdó utca – Bayk András utca                             | 38 perc oda, 36 vissza | 04:58–22:42 | |
| 16        | Nagyállomás – TEVA Gyógyszergyár                            | 18 perc oda, 20 vissza | 05:15–22:10 | |
| 17        | Segner tér – Ondód                                          | 20 perc oda, 20 vissza | 04:20–23:08 | |
| 17A       | Segner tér – Műanyaggyár                                    | 12 perc oda, 12 vissza | 05:30–22:15 | |
| 18        | Nagyállomás – Széna tér                                     | 14 perc oda, 15 vissza | 04:42–22:15 | |
| 18Y       | Nagyállomás – Széna tér                                     | 13 perc oda, 17 vissza | 04:25–22:52 | |
| 19        | Jégcsarnok – Sámsoni út                                     | 35 perc oda, 40 vissza | 04:12–23:08 | |
| 21        | Nagyállomás – Nyugati Ipari Park                            | 25 perc oda, 27 vissza | 05:15–18:15 | |
| 22        | Vincellér utca – Böszörményi út – Egyetem – Vincellér utca  | 55 perc                | 04:58–22:35 | Körjárat – a járatok az István út felől indulnak, a Böszörményi út felől közelítik meg az Egyetemet és a Derék utca felől érkeznek a Vincellér utcára |
| 22Y       | Vincellér utca – Böszörményi út – Auguszta – Vincellér utca | 57 perc                | 05:15–21:55 | Körjárat – a járatok az István út felől indulnak, a Böszörményi út felől közelítik meg az Augusztát és a Derék utca felől érkeznek a Vincellér utcára |
| 23        | Doberdó utca – Júlia-telep – Doberdó utca                   | 52 perc                | 04:05–22:40 | Körjárat |
| 23Y       | Doberdó utca – Vámospércsi út                               | 28 perc oda, 30 vissza | 05:00–22:55 | |
| 24        | Vincellér utca – Kassai út – Egyetem – Vincellér utca       | 57 perc                | 05:30–22:30 | Körjárat – a járatok a Derék utca felől indulnak a Kassai út felől közelítik meg az Egyetemet és az István út felől érkeznek a Vincellér utcára       |
| 24Y       | Vincellér utca – Kassai út – Auguszta – Vincellér utca      | 58 perc                | 04:52–21:00 | Körjárat – a járatok a Derék utca felől indulnak a Kassai út felől közelítik meg az Augusztát és az István út felől érkeznek a Vincellér utcára       |
| 25        | Vincellér utca – Veres Péter utca                           | 29 perc oda, 36 vissza | 04:15–22:33 | |
| 25Y       | Vincellér utca – Veres Péter utca                           | 36 perc oda, 29 vissza | 04:12–23:03 | |
| 30        | Jégcsarnok – Bánk                                           | 45 perc oda, 44 vissza | 03:52–23:12 | |
| 30A       | Jégcsarnok – Diószegi út                                    | 27 perc oda, 27 vissza | 05:00–17:14 | |
| 30I       | Nagyállomás – Petőfi Sándor Általános Iskola – Bánk         | 25 perc oda, 25 vissza | 06:50–16:20 | |
| 30N       | Nagyállomás – Bánk                                          | 31 perc oda, 30 vissza | 05:42–06:52 | Tanítási időben a korai zsúfoltság elkerülése érdekében rásegítő járat közlekedik 30N jelzéssel                                                       |
| 33        | Segner tér – Kismacs – Nagymacs                             | 34 perc oda, 36 vissza | 03:56–23:12 | |
| 34        | Segner tér – Felsőjózsa                                     | 38 perc oda, 40 vissza | 03:50–23:18 | |
| 35        | Segner tér – Felsőjózsai utca                               | 33 perc oda, 37 vissza | 04:16–11:55 | |
| 35Y       | Segner tér – Felsőjózsai utca                               | 37 perc oda, 33 vissza | 12:16–22:50 | |
| 36        | Segner tér – Alsójózsai utca                                | 36 perc oda, 36 vissza | 04:06-23:05 | |
| 36Y       | Doberdó utca – Alsójózsai utca                              | 15 perc oda, 16 vissza | 06:05–06:45 | |
| 37        | Nagyállomás – Haláp                                         | 27 perc oda, 27 vissza | 04:10–23:10 | |
| 39        | Nagyállomás – Szepes                                        | 18 perc oda, 19 vissza | 04:50–22:40 | |
| 39X       | Nagyállomás – Szováti elágazás                              | 8 perc                 | 22:40–22:56 | |
| 41        | Vincellér utca – Kinizsi Nyomda                             | 26 perc oda, 26 vissza | 04:10–22:55 | |
| 41Y       | Vincellér utca – Diószegi út                                | 26 perc oda, 26 vissza | 05:30-17:58 | |
| 42        | Tégláskerti utca – Nyugati Ipari Park                       | 40 perc oda, 40 vissza | 04:40–22:12 | |
| 42A       | Nagyállomás – Kishatár utca                                 | 21 perc oda, 20 vissza | 06:48–21:12 | |
| 43        | Nagyállomás – Kishatár utca                                 | 34 perc oda, 34 vissza | 04:55–22:40 | |
| 44        | Nagyállomás – Ozmán utca – Nagyállomás                      | 26 perc                | 04:28–22:40 | Körjárat |
| 45        | Vincellér utca – Vámospércsi út                             | 29 perc oda, 27 vissza | 04:50-22:05 | |
| 46        | Nagyállomás – Határ út                                      | 20 perc oda, 21 vissza | 04:45-22:50 | |
| 46H       | Nagyállomás – Határ út                                      | 23 perc oda, 22 vissza | 05:35-19:07 | |
| 47        | Nagyállomás – Tégláskerti utca                              | 12 perc oda, 13 vissza | 04:30–23:00 | |
| 47Y       | Nagyállomás – Tégláskerti utca                              | 17 perc oda, 19 vissza | 05:55–18:40 | A 47Y buszok az Epreskerti Általános Iskola érintésével közlekednek                                                                                   |
| 48        | Nagyállomás – Pac                                           | 17 perc oda, 16 vissza | 04:22–23:03 | |
| 49        | Segner tér – Krones Hungary Kft.                            | 23 perc oda, 25 vissza | 05:05–22:50 | |
| 125       | Vincellér utca – Vámospércsi út – Veres Péter utca          | 31 perc                | 05:07–22:07 | A 125-ös járatok a Vámospércsi út érintésével közlekednek                                                                                             |
| 125Y      | Veres Péter utca – Vámospércsi út – Vincellér utca          | 28 perc                | 06:05–21:55 | A 125Y járatok a Vámospércsi út érintésével közlekednek                                                                                               |
| 146       | Nagyállomás – ITK Zrt. – Nagyállomás                        | 37 perc                | 04:15–23:30 | Körjárat |
| Airport1  | Nagyállomás – Airport Debrecen                              | 10 perc oda, 11 vissza | 09:25–11:40 | Normál díjszabású |
| Airport2  | Doberdó utca – Airport Debrecen                             | 42 perc oda, 42 vissza | 09:25–11:40 | Normál díjszabású |
| A1        | Segner tér – Auchan Áruház                                  | 33 perc oda, 34 vissza | 08:30–20:15 | Ingyenes járat |

### Gyorsjáratok
| Járatszám | Végállomások                         | Menetidő               | Üzemidő     | Megjegyzés           |
| --------- | ------------------------------------ | ---------------------- | ----------- | -------------------- |
| 20E       | Nagyállomás – ÉNY Gazdasági övezet   | 28 perc                | 05:20-22:37 | Gyorsjárat           |
| 33E       | Segner tér – Kismacs – Nagymacs      | 24 perc oda, 22 vissza | 06:15–14:55 | Gyorsjárat           |
| 35E       | Felsőjózsai utca – Segner tér        | 22 perc                | 06:50       | Gyorsjárat           |
| 36E       | Alsójózsai utca – Segner tér         | 23 perc                | 7:00        | Gyorsjárat           |
| 46E       | Nagyállomás – ITK Zrt.               | 16 perc oda, 16 vissza | 04:10–23:30 | Gyorsjárat           |
| 51E       | Doberdó utca – Campus – Doberdó utca | 20 perc                | 09:35–17:35 | Gyorsjárat, körjárat |
| 52E       | Nagyállomás – Egyetem – Nagyállomás  | 38 perc                | 17:10–19:48 | Gyorsjárat, körjárat |

### Éjszakai járatok
| Járat | Útvonal                                 | Menetidő |
| ----- | --------------------------------------- | -------- |
| 90    | Nagyállomás → Diószegi út → Nagyállomás | 50 perc  |
| 90Y   | Nagyállomás → Pósa utca                 | 62 perc  |
| 91    | Pósa utca → Nagyállomás                 | 64 perc  |
| 91Y   | Nagyállomás → Pósa utca                 | 57 perc  |
| 92    | Nagyállomás → Auguszta → Nagyállomás    | 42 perc  |
| 92A   | Nagyállomás → Auguszta → Nagyállomás    | 31 perc  |
| 93    | Nagyállomás → Auguszta → Nagyállomás    | 31 perc  |

## Megszűnt vonalak
A DKV ideje alatt megszűnt járatok:
11A, 11Y, 12Y, 14, 15K, 17Y, 19Y, 20, 26, 26Y, 31, 32, 33Y, 34A, 34J, 35A, 35J, 36A, 36J, 39, 42A, 42Y, 44Y, 45H, 46Y, 46X, 49, 49I, 50, 51, 171, 351